# Storeus
Storeus är ett släkte av skalbaggar. Storeus ingår i familjen vivlar.

## Dottertaxa tillStoreus, i alfabetisk ordning[1]
- Storeus acutidens
- Storeus albosignatus
- Storeus amoenus
- Storeus amplipennis
- Storeus apicalis
- Storeus arcuatus
- Storeus armipennis
- Storeus assimilis
- Storeus aurifer
- Storeus australis
- Storeus baeodontus
- Storeus bellulus
- Storeus brachyderes
- Storeus canaliculatus
- Storeus captiosus
- Storeus carinirostris
- Storeus cognatus
- Storeus consuetus
- Storeus contortus
- Storeus cryptorhynchus
- Storeus cyphirhinus
- Storeus dispar
- Storeus dorsalis
- Storeus ellipticus
- Storeus ephippiger
- Storeus eurypterus
- Storeus falsus
- Storeus fasciculatus
- Storeus femoralis
- Storeus filirostris
- Storeus fimbriatus
- Storeus gravis
- Storeus hoplocnemis
- Storeus humeralis
- Storeus hystricosis
- Storeus ignobilis
- Storeus impotens
- Storeus inamoenus
- Storeus inconspicuus
- Storeus inconstans
- Storeus indistinctus
- Storeus inermis
- Storeus insularis
- Storeus inustus
- Storeus invidiosus
- Storeus juvencus
- Storeus laetus
- Storeus lithostrotus
- Storeus macrostylus
- Storeus magnus
- Storeus majusculus
- Storeus maximus
- Storeus mediocris
- Storeus metasternalis
- Storeus minimus
- Storeus monticola
- Storeus multiarticulatus
- Storeus mundus
- Storeus nigrofasciatus
- Storeus niveiceps
- Storeus occidentalis
- Storeus parvulus
- Storeus pauperculus
- Storeus praeapicalis
- Storeus pulchricollis
- Storeus scutellaris
- Storeus seticollis
- Storeus setosus
- Storeus signatus
- Storeus specularis
- Storeus squamipictus
- Storeus tenuirostris
- Storeus tessellatus
- Storeus tuberculifrons
- Storeus variabilis
- Storeus variegatus
- Storeus ventralis